# Dominika Koleničková
Dominika Koleničková (* 24. September 1992) ist eine slowakische Fußballspielerin. Seit dem 1. Juli 2022 ist sie ohne Verein.

## Karriere

### Vereine
Koleničková spielte im Seniorinnenbereich zunächst von 2013 bis 2018 für den FC Union Nové Zámky, mit dem sie in diesem Zeitraum zweimal in Folge das Double gewann. Anschließend war sie zwei Jahre lang für die Frauenfußballmannschaft des Ligakonkurrenten ŠK Slovan Bratislava aktiv, mit dem sie am Ende ihrer Premierensaison ebenfalls die Meisterschaft gewann.
Zur Saison 2020/21 wurde sie vom Zweitligisten 1. FC Saarbrücken ablösefrei verpflichtet, für den sie neun Punktspiele bestritt, davon acht in Folge. Ihr Debüt erfolgte zum Saisonstart am 4. Oktober 2020 mit der 1:2-Niederlage im Auswärtsspiel gegen den 1. FC Köln mit Einwechslung für Marie Steimer in der 79. Minute. Ihr einziges Tor für den Verein erzielte sie am 28. März 2021 (5. Spieltag) bei der 2:4-Niederlage im Heimspiel gegen die Zweitvertretung des FC Bayern München mit dem Treffer zum Endstand in der 87. Minute. Zuvor gab sie ihr Pflichtspieldebüt am 26. September 2020 im Erstrundenspiel des DFB-Pokalwettbewerbs beim Viertligisten SV Gottenheim, der mit 6:3 bezwungen werden konnte.
Nach Polen gelangt, war sie in der Saison 2021/22 für Medyk Konin in der Ekstraliga Kobiet, der höchsten Spielklasse im polnischen Frauenfußball im Zeitraum vom 13. August (1. Spieltag) bis zum 13. November (11. Spieltag) in acht Punktspielen aktiv. Noch vor Beginn der Rückrunde am 5. März 2022 begab sie sich auf Zypern und gehörte dort von Februar bis Juli 2022 der Frauenfußballmannschaft von Apollon Limassol in der First Division an, die am Ende die Meisterschaft – zum 12. Mal – gewann.

### Nationalmannschaft
Koleničková kam als Nationalspielerin für den SFZ in 26 Länderspielen zum Einsatz, in denen ihr ein Tor gelang.
Zu ihren Einsätzen zählen u. a. (die ersten) sechs Spiele der EM-Qualifikationsgruppe 4 in den Jahren 2015 und 2016 sowie sechs in der EM-Qualifikationsgruppe F (2. bis 4., 5., 7. und 8. Spiel) in den Jahren 2019 und 2020.
Sie nahm mit ihrer Mannschaft ferner am Turnier um den Istrien-Cup 2015 teil, in dem sie alle drei Spiele der Gruppe A sowie das mit 0:2 gegen die Nationalmannschaft Polens verlorene Finale bestritt sowie (die ersten) zwei in der Gruppe A 2016. In einem weiteren Turnier, das um den Zypern-Cup 2020, wurde sie am 8. und 11. März beim 2:2-Unentschieden gegen die Nationalmannschaft Mexikos und bei der 2:4-Niederlage gegen die Nationalmannschaft Finnlands eingesetzt.
Eines ihrer in Freundschaft ausgetragenen Länderspiele fand am 17. September 2015 in Reykjavík statt und wurde im allerersten Aufeinandertreffen mit der Nationalmannschaft Islands mit 1:4 verloren. Am 21. Oktober 2016 erzielte sie mit dem 3:2-Siegtreffer in der 87. Minute im Freundschaftsspiel gegen die Nationalmannschaft Tschechiens in Poprad ihr einziges Länderspieltor.

## Erfolge
Nationalmannschaft
- Istrien-Cup-Finalist 2015

Apollon Limassol
- Zyprischer Meister 2022

ŠK Slovan Bratislava
- Slowakischer Meister 2019

FC Union Nové Zámky
- Slowakischer Meister 2014, 2015
- Slowakischer Pokalsieger 2014, 2015